# Kalauz (jegyvizsgáló)

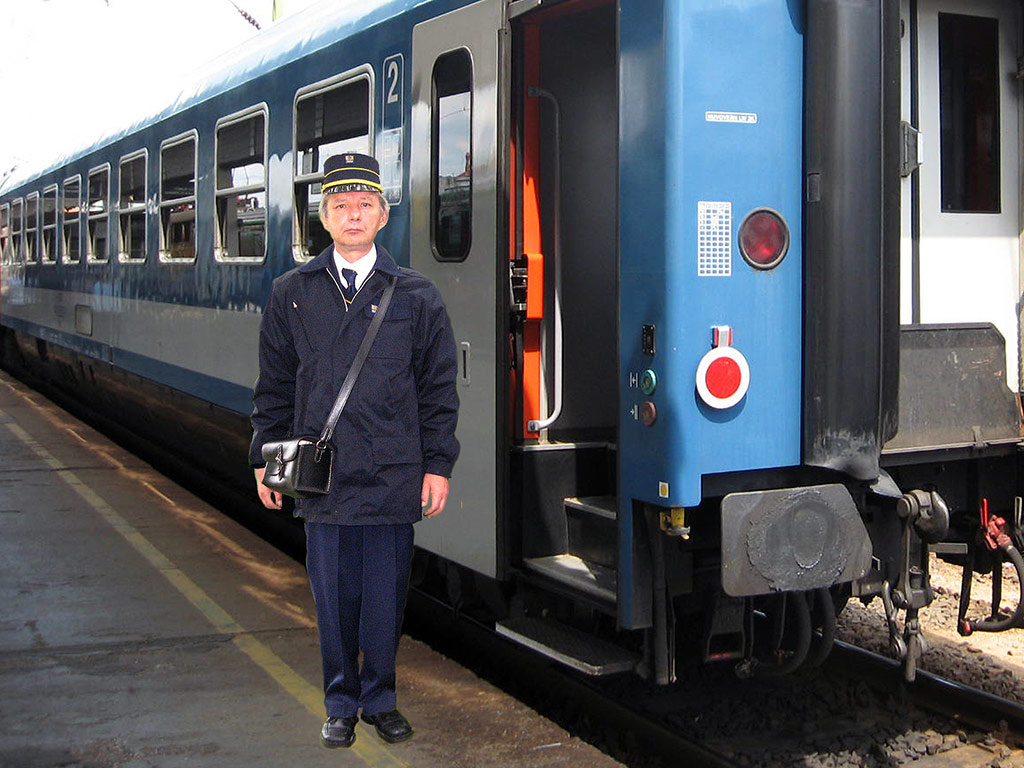
A vonaton utazó MÁV kalauz jegykiadógépet hord magával

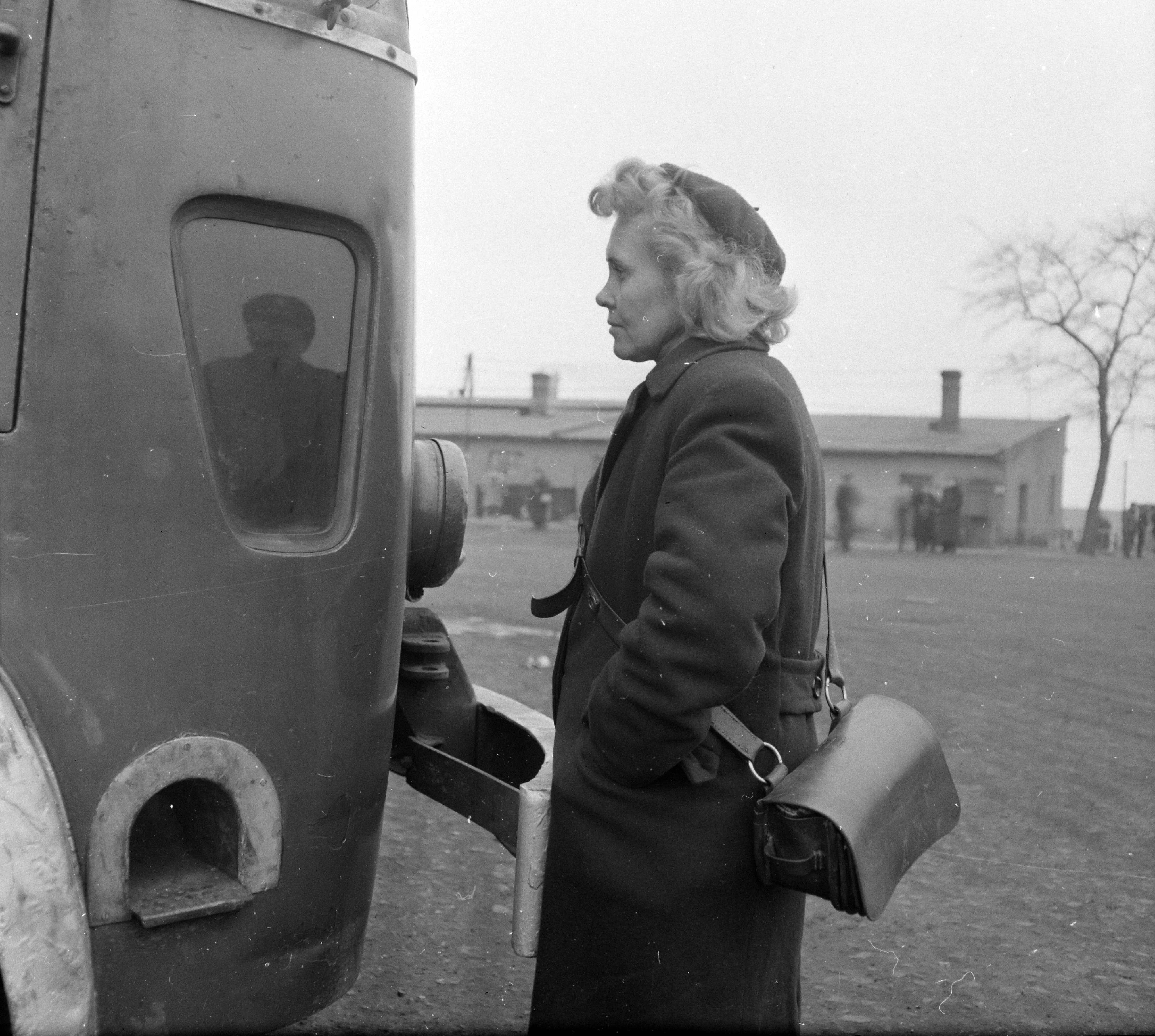
Kalauz néni az autóbuszpályaudvaron,1959, Fortepan

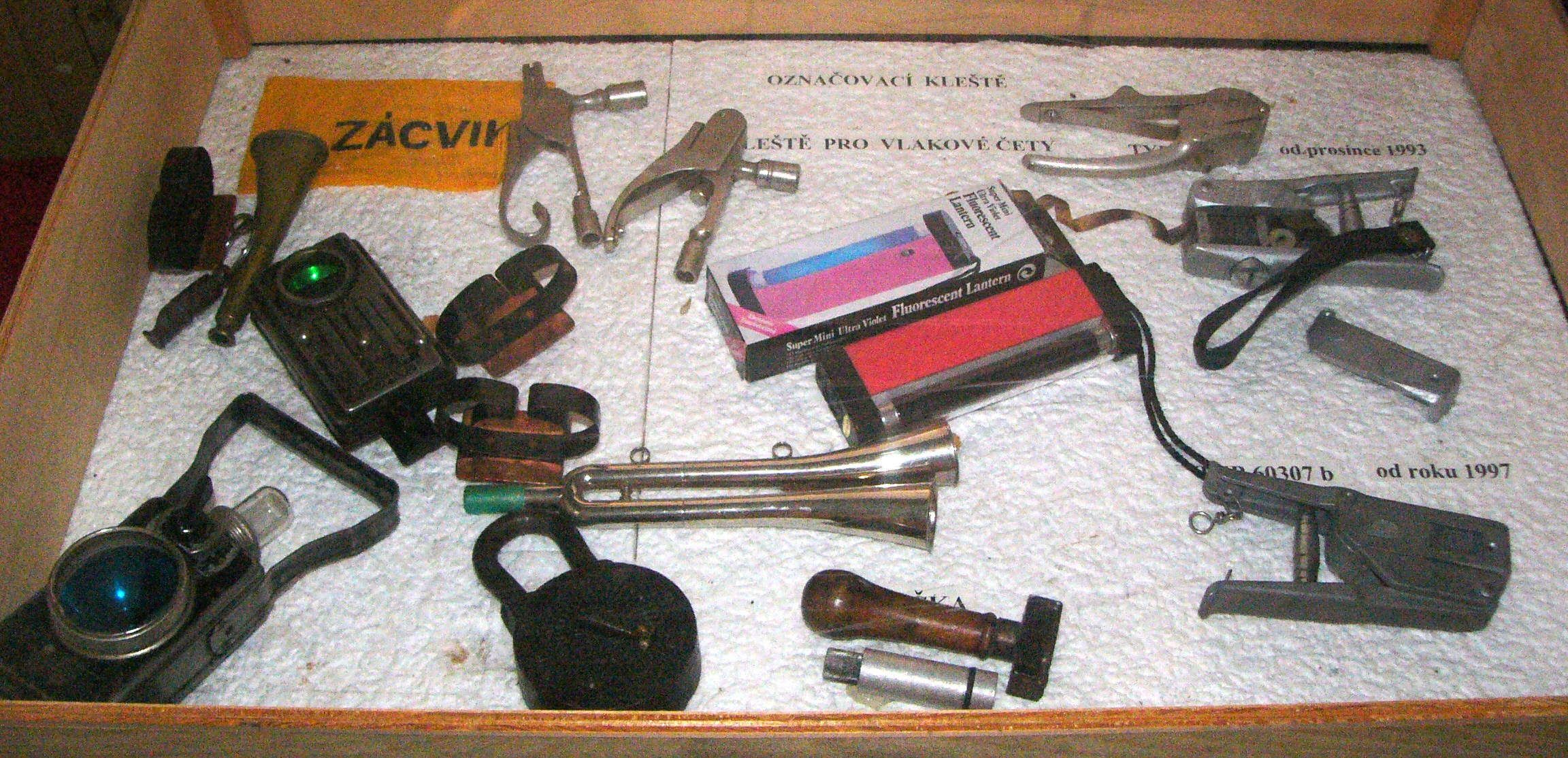
Kalauzok jegylyukasztó eszközei a cseh vasúton

A kalauz hivatalosan jegyvizsgáló, a szlengben kaller, kalaj, kalahiúz, kalóz, olyan személy, aki a közlekedési eszközökön az utasokkal együtt utazva, utazási jogosultságot és menetjegyeket, bérleteket ellenőriz. 

## Munkaköri jellemzők
Kalauznak ma már inkább a HÉV és a vasúti jegyvizsgálót, vezető jegyvizsgálót nevezik, akinek kötelessége, hogy utazás közben az utasok segítségére legyen – akár egy lekésett vonat, akár egy hiányosan megváltott jegy esetén is. Felvilágosítást ad a menetrenddel, átszállással kapcsolatban, felügyeli a hálókocsik rendjét, ágyneműkről gondoskodik. Feladatait a jegyvizsgáló kalauz egyenruhában  teljesíti és jegyvizsgáló-táskát vagy jegykiadógépet hord magával. A jegyvizsgálók bántalmazásának megelőzése érdekében a MÁV egyre több kalauzt testkamerával is ellát.
Amennyiben egy utasnak nincs érvényes menetjegye, akkor a járműn utazó kalauz, a vasúttársaság közfeladatot ellátó munkavállalójaként a szolgálati mobiltelefonján, minden olyan esetben rendőri segítséget kérhet, amikor úgy érzi, hogy a vele nem együttműködő utas miatt, ő vagy a vonaton tartózkodó utasok veszélyben lehetnek. Magyarországon a városi tömegközlekedési járműveken, először az 1960-as években szűnt meg a szerepük. A „KN”, kalauz nélküli táblákkal jelzett járatokon már csak eseti jegyellenőrzést végeztek.

## Története
A kalauz szavunk az oszmán-török kilavuz (‘vezető, elöljáró’) magyaros formája, míg a szó másik alakváltozata a kalóz.
A 20. század elején a lóvasút járt még a meredek hegyi villamos-pályákon is, ahol a kalauzok számára kötelezővé tették, hogy a jegykezelésen kívül még a fékezésre is ügyeljenek és legyenek készenlétben, ha a lejtőn elszabadulna a lóvontatású jármű. Később a kalauz kezelte a tömegközlekedési eszköz indításjelző csengőjét, miután ellenőrizte a felszállókat. 1967. október 6-án készült el az első magyar csuklós villamos, amelyen a felszállás a hátsó ajtón történt, ahol az „ülő kalauz” kezelte a jegyeket, leszállni pedig az első két ajtón lehetett.
Budapesten egészen 1969-ig a tömegközlekedés kezdetétől szerves része volt a kalauzok foglalkoztatása a járatokon. Az állandó kalauz jogosultságaival rendelkező, de már nem feltétlenül minden BKV járaton az utasokkal együtt utazó  jegyellenőrök munkáját 2011 januárjától a közterület-felügyelők is segítik. Ők, a jegyellenőrökkel szemben, hivatalos személynek minősülnek, kötelező velük együttműködni. Amennyiben egy utas ellenkezik, rendőrt is hívhatnak.